# PAQR8
PAQR8 (англ. Progestin and adipoQ receptor family member 8) – білок, який кодується однойменним геном, розташованим у людей на короткому плечі 6-ї хромосоми. Довжина поліпептидного ланцюга білка становить 354 амінокислот, а молекулярна маса — 40 464.
| 10         |  | 20         |  | 30         |  | 40         |  | 50         |
| ---------- |  | ---------- |  | ---------- |  | ---------- |  | ---------- |
| MTTAILERLS |  | TLSVSGQQLR |  | RLPKILEDGL |  | PKMPCTVPET |  | DVPQLFREPY |
| IRTGYRPTGH |  | EWRYYFFSLF |  | QKHNEVVNVW |  | THLLAALAVL |  | LRFWAFAEAE |
| ALPWASTHSL |  | PLLLFILSSI |  | TYLTCSLLAH |  | LLQSKSELSH |  | YTFYFVDYVG |
| VSVYQYGSAL |  | AHFFYSSDQA |  | WYDRFWLFFL |  | PAAAFCGWLS |  | CAGCCYAKYR |
| YRRPYPVMRK |  | ICQVVPAGLA |  | FILDISPVAH |  | RVALCHLAGC |  | QEQAAWYHTL |
| QILFFLVSAY |  | FFSCPVPEKY |  | FPGSCDIVGH |  | GHQIFHAFLS |  | ICTLSQLEAI |
| LLDYQGRQEI |  | FLQRHGPLSV |  | HMACLSFFFL |  | AACSAATAAL |  | LRHKVKARLT |
| KKDS       |  |            |  |            |  |            |  |            |

A: Аланін

C: Цистеїн

D: Аспарагінова кислота

E: Глутамінова кислота

F: Фенілаланін

G: Гліцин

H: Гістидин

I: Ізолейцин

K: Лізин

L: Лейцин

M: Метіонін

N: Аспарагін

P: Пролін

Q: Глутамін

R: Аргінін

S: Серин

T: Треонін

V: Валін

W: Триптофан

Кодований геном білок за функціями належить до рецепторів, білків розвитку. 
Задіяний у такому біологічному процесі, як диференціація клітин. 
Білок має сайт для зв'язування з ліпідами, стероїдами. 
Локалізований у клітинній мембрані, мембрані.